# Semion Khanine
Pour les articles homonymes, voir Khanine.
Semion Vladimirovitch Khanine (en russe : Семён Владимирович Ханин, transcription anglaise : Semen Khanin), est un joueur d'échecs russe né le 23 mai 1999, grand maître international depuis 2023.
Au 1er février 2024, il est le 19e joueur russe avec un classement Elo de 2 564 points.

## Biographie et carrière
Semion Khanine est né en mai 1999 à Novossibirsk. Il remporte le championnat de Russie des 12 ans et moins en 2011.
En avril 2019, Semion Khanine finit deuxième du championnat de Russie junior. En janvier-février 2019, il marque 6,5 points sur 9 à l'open de Moscou après avoir marqué 5,5 points dans les six premières parties. 
En septembre 2020, à Tcheliabinsk, il remporte le mémorial Pantchenko au départage avec 7 points sur 9 devant Maksim Tchigaïev,.
Au printemps 2022, Khanine est inscrit à l'université Texas Tech.
En juin 2022, il remporte le National Open de Las Vegas avec 7,5 points sur 9.
En juillet 2022, il partage la première place au World Open de Philadelphie avec 7 points sur 9, ex æquo avec Armen Mikaelian, Jeffery Xiong, Zhou Jianchao, Pablo Salinas Herrera, Brandon Jacobson, Mikhaïl Antipov (vainqueur après départages en blitz) et Lê Tuấn Minh.
En septembre 2022, il finit premier ex æquo du 1000 GM Labor Day (tournoi fermé) à Hollywood.
Il reçoit le titre de grand maître international en 2023.